# Charles-Auguste de Holstein-Gottorp
Charles-Auguste de Holstein-Gottorp (en  allemand : Karl August von Schleswig-Holstein-Gottorf) né le 26 novembre 1706 au Château de Gottorf, décédé le 31 mai 1727 à Saint-Pétersbourg (Empire russe) il fut Prince-évêque de Lübeck pendant 1 année de 1726 à 1727.
Il est décédé de la variole à Saint-Pétersbourg, en pleine de négociation de mariage avec la Grande-duchesse Elisabeth.